# Štěpán Klapil
Štěpán Klapil (2. srpna 1878 Kostelany – 3. února 1913 Brno) byl moravský katolický kněz, vyškovský kaplan, organizátor katolických spolků a spoluzakladatel Orla ve Vyškově.

## Životopis
Narodil se jako nejmladší syn do chudé rodiny cestáře Františka Klapila z Kostelan u Kroměříže. Studoval na kroměřížském gymnáziu a bohosloví v Olomouci, kde byl na kněze vysvěcen roku 1903. Rok strávil jako kaplan v Jestřábí u Mohelnice, od 1. října 1904 zastával až do své smrti stejnou funkci ve Vyškově. Tam se začal aktivně zapojovat do akcí Katolické jednoty. I díky původu mu bylo blízké křesťansko-sociální hnutí.
Jeho hlavní snahou bylo vybudovat katolickou tělocvičnou jednotu založenou na zásadách sokolských i křesťanských. 25. října 1905 se účastnil založení tělocvičného odboru při Katolické jednotě. Na jeho návrh byly tělocvičné odbory při straně křesťansko-sociální pojmenovány Orel, podle vzoru podobné slovinské organizace.
Posledním jeho přínosem bylo zbudování tělocvičny pro vyškovské Orly, což bylo uskutečněno v prosinci 1912.
Zemřel 3. února 1913 ve věku 35 let v Zemské nemocnici v Brně na zánět pobřišnice. Dne 5. února 1915 bylo jeho tělo převezeno do Vyškova a tam následujícího dne po smutečním průvodu pohřbeno.